# Vojka nad Dunajom
Vojka nad Dunajom est un village de Slovaquie situé dans la région de Trnava.

## Histoire
Première mention écrite du village en 1186.

## Démographie

### Évolution de la population
| Année:               | 1994. | 2004.    | 2014.   | 2024.   |
| -------------------- | ----- | -------- | ------- | ------- |
| Nombre de personnes: | 471   | 421      | 453     | 446     |
| Différence:          |       | -10,61 % | +7,60 % | -1,54 % |

| Année:               | 2023. | 2024.   |
| -------------------- | ----- | ------- |
| Nombre de personnes: | 441   | 446     |
| Différence:          |       | +1,13 % |